# Ernő Jendrassik

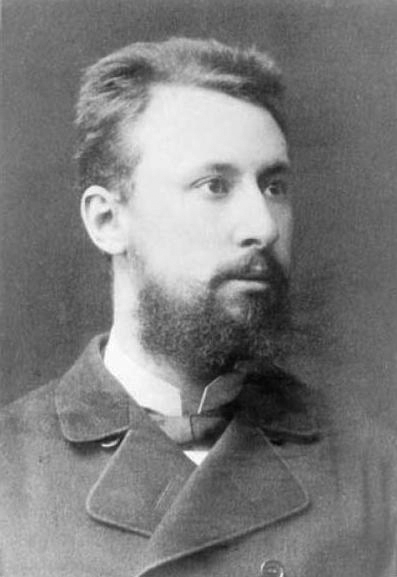
Ernő Jendrassik

Ernő Jendrassik (* 7. Juni 1858 in Kolozsvár; † 21. Dezember 1921 in Budapest) war ein ungarischer Arzt und insbesondere bekannt durch Forschungen auf dem Gebiet der Reflexe. Er erfand den nach ihm benannten Jendrassik-Handgriff.
Er wurde in Kolozsvár, Siebenbürgen (heute in Rumänien) geboren. Sein Vater war Jenő Jendrassik, ein berühmter Arzt und Professor für Physiologie. Jendrassik studierte Medizin an der Universität Budapest und erwarb seinen Doktortitel 1880.